# Geheimnishehlerei
Die Geheimnishehlerei ist ein Straftatbestand im deutschen Wettbewerbsrecht und ist in § 23 Abs. 2 des Gesetzes zum Schutz von Geschäftsgeheimnissen (GeschGehG) (bis April 2019 in § 17 Abs. 2 Nr. 2 UWG) geregelt. 
Danach wird bestraft, wer Geschäfts- oder Betriebsgeheimnisse, welche durch eine Vortat nach § 23 Abs. 1 GeschGehG (bis April 2019 nach § 17 Abs. 1 oder Abs. 2 Nr. 1 UWG) erlangt oder vom Täter anderweitig unbefugt verschafft worden sind, verwertet oder weitergibt. Die Strafe ist Freiheitsstrafe bis zu drei Jahren oder Geldstrafe. Wenn der Täter gewerbsmäßig handelt, davon Kenntnis hat, dass das Geheimnis im Ausland verwertet werden soll oder er selbst das Geheimnis im Ausland verwertet ist die Strafe Freiheitsstrafe bis zu fünf Jahren oder Geldstrafe (§ 23 Abs. 4 GeschGehG). Der Tatbestand ist ein Vergehen (§ 12 Abs. 2 StGB). Der Versuch der Tat ist nach § 23 Abs. 5 GeschGehG unter Strafe gestellt.
Die Tat nur auf Antrag oder wegen besonderen öffentlichen Interesses verfolgt (§ 23 Abs. 8 GeschG).